# Museo Nacional de Serbia
El Museo Nacional (en serbio: Narodni Muzej, cirílico: Народни музеј) de Serbia está localizado en Belgrado, y fue fundado en 1844. Está situado en la Plaza de la República. Desde su fundación, las colecciones han aumentado considerablemente. Hoy en día, el museo tiene una colección de más de 400.000 objetos, incluyendo numerosas obras de arte extranjeras. Ha sido sometido a una renovación con un costo estimado de 26 millones de €, que culminó en 2009. Una de las principales características de esta remodelación es la introducción de una cúpula de vidrio como techo del museo, que permitirá la entrada de una cantidad controlada de luz solar.
Se trata del museo más importante del país, y alberga más de 5.600 pinturas y 8.400 dibujos y grabados, de los cuales muchos son considerados obras maestras. Dispone de departamentos de arqueología, arte medieval, arte postmedieval y moderno y numismática.

## Historia
Anteriormente en este lugar se hallaba la famosa taberna belgradense “Dardaneli” en la que se reunía la élite cultural y artística de aquella época. Con el derrumbe de la antigua taberna se inició la remodelación de Trg Republike.
El edificio que actualmente alberga la más importante institución museística de Belgrado y de Serbia originariamente había sido construido entre 1902 y 1903 para la Dirección de fondos del Banco hipotecario, uno de los bancos más antiguos de Belgrado. Fue realizado siguiendo el proyecto ganador del concurso, trabajo de los arquitectos Andra Stevanović y Nikola Nestorović. En este edificio se utilizó por primera vez un tipo particular de hormigón armado para la fundición. Al haber sido iniciadas las obras se encontraron varios fosos, pozos y sótanos porque se excavaba en la cercanía de la antigua Stambol kapija (Puerta de Estambul). El recién construido edificio era un verdadero palacio de su tiempo tanto por la concepción de sus volúmenes proyectados en forma de un largo bloque con cúpulas por encima de los resaltes centrales y laterales como por una solución académica de las fachadas basadas en los principios del Neo-renacimiento con elementos del Neobarroco en las cúpulas. La mayor atención se prestó a la escalera monumental mientras que la sala de ventanillas, como espacio principal del banco, se relegó a un segundo plano. Los escasos tres decenios más tarde, por el crecimiento del Banco hipotecario se hizo necesaria una completa reconstrucción del edificio. Las adiciones se hicieron sin concurso, de acuerdo con el proyecto del arquitecto Vojin Petrović, y se añadieron un ala y un atrio hacia la calle Laze Pačua. Puesto que la parte nueva contenía los mismos elementos que la vieja, se añadieron dos escaleras monumentales y dos salas de ventanillas, mientras que en los pisos los espacios se unieron en forma de una serie ininterrumpida de oficinas abiertas. Durante la Segunda Guerra Mundial el edificio del Banco hipotecario fue bombardeado y la parte central con cúpula fue destruida. Después de la guerra, el edificio cambió de función cuando allí se alojó una de las más importantes instituciones de cultura.
Desde su fundación en la época de los defensores de la constitución¹ hasta el final de la Segunda Guerra Mundial el Museo Nacional² se mudó varias veces. Primero ocupó las dependencias de Kapetan Mišino zdanje (El edificio del capitán Miša) (1863), luego lo trasladaron a dos edificios vecinos que fueron destruidos en la Primera Guerra Mundial, la colección fue embargada y saqueada por las tropas enemigas. En el período de entreguerras no llegó a tener su propio edificio sino que se alquiló una casa particular en la calle Kneza Miloša 58, hasta 1935 cuando en el edificio del Nuevo Palacio se inauguró el Museo de Príncipe Pavle, al haberse fusionado el Museo histórico y el Museo de arte contemporáneo³. Cuando el Nuevo Palacio se habilitó para el Parlamento de Serbia, en 1948, el Museo fue trasladado al edificio de la antigua Bolsa en Studentski trg, y en parte a Konak Knjeginje Ljubice (La residencia de Princesa Ljubica) donde temporalmente se alojaba el Tribunal de Apelaciones. El primer concurso para proyectos del Museo Nacional, que debía ubicarse en Tašmajdan, se convocó al año siguiente. El proyecto fue elaborado por el arquitecto Miladin Prljević pero por la decisión de Kominform (acrónimo en ruso de Oficina de Información de los Partidos Comunistas y Obreros), se desistió de esta idea y el Museo se volvió a trasladar, esta vez al edificio del Banco hipotecario en Trg Republike, donde se instaló oficialmente mientras que el Banco fue desalojado. La primera renovación tras la guerra la hizo el arquitecto Dobroslav Pavlović en 1950.
La reconstrucción más exhaustiva y a la vez la adaptación para el futuro museo nacional se realizaron a partir del proyecto de los arquitectos Aleksandar Derok, Petar Anagnosti y Zoran Petrović, en 1965-66. En aquel entonces se renovó la cúpula central y se elevó la altura central de oficinas y dependencias de trabajo. Durante la adaptación, la original sala de ventanillas fue convertida en biblioteca por lo que la entrada principal con la escalinata monumental de triple acceso, que daba a Trg Republike, se volvió una entrada auxiliar, mientras que la de la calle Vasina empezó a ser la principal entrada al Museo, directamente comunicada con la sala de ventanillas.
En el arreglo funcional, el edificio llegó a tener el doble de espacio y vías de comunicación, mientras que en plan formal mantuvo los característicos elementos de 1902 por lo que se puede considerar un todo estético. Las adiciones en el interior, en la década de los sesenta del siglo XX, se ejecutaron de tal manera que resultaban invisibles desde fuera y no impedían la disposición interior de la exposición museística.

## Museo de hoy
El edificio del Museo Nacional es una edificación pública representativa, que se caracteriza por su monumentalidad, tanto por sus dimensiones y su volumen como por la concepción formal. Destacan especialmente la zona de entrada con dobles columnas y las cúpulas exuberantes. Todas las fachadas se caracterizan por la policromía y la plástica decorativa de procedencia neo-renacentista. La representatividad se refleja también en el interior, en su rica decoración elaborada por los célebres artistas de la época: Andrea Domeniko (conocido por su pintura mural decorativa y sus trabajos en el interior del edificio del Antiguo Palacio), Franja Valdman y Bora Kovačević.
Por sus valores arquitectónicos, urbanísticos, culturales e históricos, el edificio del Museo Nacional ha sido catalogado como patrimonio cultural de gran interés para la República de Serbia (Boletín Oficial SRS n° 14/79).

## Colecciones
La Colección de dibujos y grabados de artistas internacionales tiene 2446 artículos, y la colección de arte de Yugoslavia más de 6000, entre ellos 1700 pinturas de autores serbios del siglo XVIII al XIX, y 3.000 pinturas del siglo XX, sin incluir la colección de arte medieval serbio.
Las colecciones de maestros de Francia están consideradas el mayor tesoro artístico del Museo Nacional. Comprende piezas muy raras de Henri Matisse, Auguste Renoir, Georges Rouault, Edgar Degas y Paul Cézanne, además de la etapa francesa de Pablo Picasso.
Con motivo de la reapertura de un sector del museo que permaneció cerrado por su remodelación, en octubre de 2009 se presentó la colección Cien años de arte serbio, que incluía obras de los más célebres pintores serbios: Paja Jovanović, Uroš Predić, Nadežda Petrović y Sava Šumanović.

### Numismática
La colección de numismática tiene más de 300.000 objetos (monedas, medallas, anillos o sellos). Está dividida en diez unidades más pequeñas, e incluye una colección de monedas emitidas por Filipo II de Macedonia y Alejandro Magno.